# District de Chynguirlaou
Le district de Chynguirlaou (en kazakh : Шыңғырлау ауданы) est un district de l'oblys du Kazakhstan-Occidental au Kazakhstan.

## Géographie
Le centre administratif du district est Chynguirlaou.

## Démographie
En  2013, le district a une population estimée à 15 304 habitants.